# Férfi síugró csapatverseny nagysáncon a 2018. évi téli olimpiai játékokon
A 2018. évi téli olimpiai játékokon a síugrás férfi csapatversenyét nagysáncon február 19-én rendezték. Az aranyérmet a norvég csapat nyerte. A versenyszámban nem vett részt magyar csapat.

## Eseménynaptár
Az időpontok helyi idő szerint (UTC+9), zárójelben magyar idő szerint (UTC+1) olvashatóak.
| Időpont                    | Forduló         |
| -------------------------- | --------------- |
| február 19., 21:30 (13:30) | Döntő, 1. ugrás |
| február 19., 22:36 (14:36) | Döntő, 2. ugrás |

## Eredmények
|          |                        | | 1. forduló              | 1. forduló                    | 1. forduló | 2. forduló              | 2. forduló                    | 2. forduló        | Összesen                       |
| Helyezés | R                      | Csapat | Táv (m)                 | Pont                          | Hely.      | Táv (m)                 | Pont                          | Hely.             | Pont                           |
| -------- | ---------------------- | --- | ----------------------- | ----------------------------- | ---------- | ----------------------- | ----------------------------- | ----------------- | ------------------------------ |
| Arany    | 12 12–1 12–2 12–3 12–4 | Norvégia (NOR) · Daniel-André Tande · Andreas Stjernen · Johann André Forfang · Robert Johansson             | 136,0 133,0 132,5 137,5 | 545,9 141,8 134,6 132,3 137,2 | 1.         | 140,5 135,5 132,0 136,0 | 552,6 145,5 139,8 129,7 137,6 | 1.                | 1098,5 287,3 274,4 262,0 274,8 |
| Ezüst    | 11 11–1 11–2 11–3 11–4 | Németország (GER) · Karl Geiger · Stephan Leyhe · Richard Freitag · Andreas Wellinger                        | 136,0 128,0 134,5 140,0 | 543,9 139,4 124,1 134,5 145,9 | 2.         | 134,0 129,0 134,5       | 531,8 131,7 126,0 135,8 138,3 | 2.                | 1075,7 271,1 250,1 270,3 284,2 |
| Bronz    | 10 10–1 10–2 10–3 10–4 | Lengyelország (POL) · Maciej Kot · Stefan Hula · Dawid Kubacki · Kamil Stoch                                 | 129,5 130,0 138,5 139,0 | 540,9 128,3 129,8 139,7 143,1 | 3.         | 133,0 134,0 135,5 134,5 | 531,5 127,0 134,8 135,3 134,4 | 3.                | 1072,4 255,3 264,6 275,0 277,5 |
| 4.       | 9 9–1 9–2 9–3 9–4      | Ausztria (AUT) · Stefan Kraft · Manuel Fettner · Gregor Schlierenzauer · Michael Hayböck                     | 133,5 122,5 127,5 133,5 | 493,7 131,8 109,9 118,0 134,0 | 4.         | 126,5 125,5 122,5 136,5 | 484,7 116,7 118,2 111,3 138,5 | 4.                | 978,4 248,5 228,1 229,3 272,5  |
| 5.       | 8 8–1 8–2 8–3 8–4      | Szlovénia (SLO) · Jernej Damjan · Anže Semenič · Tilen Bartol · Peter Prevc                                  | 126,5 125,0 129,5 134,5 | 492,4 118,9 116,5 120,6 136,4 | 5.         | 129,5 123,5 122,0 133,5 | 475,4 122,2 111,1 111,0 131,1 | 5.                | 967,8 241,1 227,6 231,6 267,5  |
| 6.       | 7 7–1 7–2 7–3 7–4      | Japán (JPN) · Takeucsi Taku · Daiki Ito · Kaszai Noriaki · Kobajasi Rjójú                                    | 124,0 126,0 124,0 132,5 | 475,5 113,6 117,6 112,2 132,1 | 6.         | 123,0 125,0 130,0       | 465,0 110,5 109,8 117,9 126,8 | 6.                | 940,5 224,1 227,4 230,1 258,9  |
| 7.       | 6 6–1 6–2 6–3 6–4      | Olimpikonok Oroszországból (OAR) · Alekszej Romasov · Gyenyisz Kornyilov · Mihail Nazarov · Jevgenyij Klimov | 117,5 122,0 115,0 123,0 | 409,6 99,4 108,6 90,6 111,0   | 7.         | 114,0 121,5 115,5 122,0 | 400,2 90,1 107,5 93,8 108,8   | 7.                | 809,8 189,5 216,1 184,4 219,8  |
| 8.       | 5 5–1 5–2 5–3 5–4      | Finnország (FIN) · Janne Ahonen · Andreas Alamommo · Jarkko Määttä · Antti Aalto                             | 122,5 117,0 118,0 115,0 | 397,5 109,7 97,3 97,6 92,9    | 8.         | 120,5 115,5 113,5 118,5 | 392,9 104,6 94,8 89,5 104,0   | 8.                | 790,4 214,3 192,1 187,1 196,9  |
| 9.       | 3 3–1 3–2 3–3 3–4      | Egyesült Államok (USA) · Casey Larson · William Rhoads · Michael Glasder · Kevin Bickner                     | 111,5 107,5 113,0 131,0 | 377,2 85,7 80,4 86,4 124,7    | 9.         | nem jutott tovább       | nem jutott tovább             | nem jutott tovább | nem jutott tovább              |
| 10.      | 4 4–1 4–2 4–3 4–4      | Csehország (CZE) · Viktor Polášek · Vojtěch Štursa · Čestmír Kožíšek · Roman Koudelka                        | 116,0 107,0 111,5 124,0 | 370,1 95,7 78,3 84,6 111,5    | 10.        | nem jutott tovább       | nem jutott tovább             | nem jutott tovább | nem jutott tovább              |
| 11.      | 2 2–1 2–2 2–3 2–4      | Olaszország (ITA) · Federico Cecon · Davide Bresadola · Sebastian Colloredo · Alex Insam                     | 102,0 114,0 115,0 122,5 | 364,5 69,7 94,9 94,3 105,6    | 11.        | nem jutott tovább       | nem jutott tovább             | nem jutott tovább | nem jutott tovább              |
| 12.      | 1 1–1 1–2 1–3 1–4      | Dél-Korea (KOR) · Kim Hyun-ki · Park Je-un · Choi Heung-chul · Choi Se-ou                                    | 102,5 81,5 110,5 115,0  | 274,5 68,8 29,4 83,3 93,0     | 12.        | nem jutott tovább       | nem jutott tovább             | nem jutott tovább | nem jutott tovább              |